# Problema de valor inicial
Em matemática, um problema de valor inicial ou problema de condições iniciais ou problema de Cauchy é uma equação diferencial que é acompanhada do valor da função objetivo em um determinado ponto, chamado de valor inicial ou condição inicial. Em física, biologia e outras áreas, a modelagem de um sistema frequentemente resulta em um problema de valor inicial (também chamado de P.V.I.) a ser solucionado; nesse contexto, a equação diferencial é uma equação evolutiva especificando como o sistema evoluirá ao longo do tempo dadas condições iniciais.

## Definição
Um problema de valor inicial (P.V.I.) é uma equação diferencial da forma
{\displaystyle {\begin{cases}y'(t)=f(t,y(t))\\y(t_{0})=y_{0}\end{cases}}}
Uma solução para um P.V.I. é uma função {\displaystyle y} que é solução da equação diferencial e satisfaz {\displaystyle y(t_{0})=y_{0}}.
Em dimensões superiores, a equação diferencial é substituída por uma família de equações {\displaystyle y_{i}'(t)=f_{i}(t,y_{1}(t),y_{2}(t),\dotsc ,y_{n}(t))}, e {\displaystyle y(t)} é um vetor n-dimensional da forma {\displaystyle (y_{1}(t),y_{2}(t),\dotsc ,y_{n}(t))}. Mais geralmente, {\displaystyle y} pode assumir valores em espaços de dimensão infinita, como o Espaço de Banach ou o espaço de  distribuições.
P.V.I.s podem ser analisados em ordens superiores tratando as derivadas como uma função independente, e.g. {\displaystyle y''(t)=f(t,y(t),y'(t))}.

## Existência e unicidade de soluções
Para uma grande classe de P.V.I.s, a existência e unicidade de uma solução pode ser ilustrada através do uso de uma calculadora.
O teorema de Picard-Lindelöf garante a unicidade da solução em um intervalo que contém t0 se f é continua em uma região contendo t0 e y0 e satisfaz a condição de Lipschitz na variável y.
A prova desse teorema provem de uma reformulação do problema como uma equação integral equivalente. A integral pode ser considerada como um operador que transforma uma função em outra, de modo que a solução é um ponto fixo do operador. O teorema do ponto fixo de Banach é evocado para mostrar que existe um único ponto fixo que é solução do P.V.I..
Uma prova antiga do teorema de Picard–Lindelöf constrói uma sequência de funções que convergem para a solução da equação integral, e assim, para a solução do P.V.I.. Essa construção é chamada às vezes de "método de Picard" ou "método de aproximações sucessivas".
Hiroshi Okamura obteve uma condição necessária e suficiente para a solução do P.V.I. ser única. Essa condição tem a ver com a existência de uma função de Lyapunov para o sistema de EDOs.
Em algumas situações, a função f não é de classe C1, ou mesmo Lipschitz continua, então o resultado usual garantindo a existência local de uma solução única não se aplica. No entanto, o teorema de existência de Peano prova que mesmo para f meramente contínua, existem soluções locais; porém não há garantia de unicidade.

## Exemplos
O problema de condição inicial
{\displaystyle {\begin{cases}{\frac {dy}{dx}}=y\\y(0)=2\end{cases}}}

### Resolução
{\displaystyle {\frac {dy}{dx}}=y}
{\displaystyle {\frac {dy}{dx}}-y=0}
Pelo método do fator integrante, multiplica-se esta equação por {\displaystyle e^{-x}}:
{\displaystyle e^{-x}{\frac {dy}{dx}}-e^{-x}y=e^{-x}0}
O primeiro lado da equação pode ser simplificado usando a regra da cadeia {\displaystyle {\frac {d(f\times g)}{dx}}={\frac {df}{dx}}\times g+f\times {\frac {dg}{dx}}}
{\displaystyle {\frac {d(ye^{-x})}{dx}}=0}
Integrando os dois lados da equação, obtém-se:
{\displaystyle ye^{-x}=c_{1}}
com {\displaystyle c_{1}} constante.
Isolando y, obtém-se então infinitas soluções para a equação diferencial, por causa da arbitrariedade de {\displaystyle c_{1}}:
{\displaystyle y(x)=c_{1}e^{x}}
Porém, só existe uma única solução que satisfaz as condições iniciais:
{\displaystyle y(0)=c_{1}e^{0}}
{\displaystyle 2=c_{1}}
Portanto, a solução (única) do P.V.I. é:
{\displaystyle y(x)=2e^{x}}

### Oscilador harmônico
No caso de um sistema massa-mola sem atrito e sem força externa atuando, ao aplicar-se a segunda lei de Newton, obtém-se a seguinte relação:
{\displaystyle ma(t)=-kx(t)}
Ou seja:
{\displaystyle m{\frac {d^{2}x(t)}{dt^{2}}}=-kx(t)}
Onde {\displaystyle \textstyle m} é a massa do oscilador, {\displaystyle \textstyle x} é o deslocamento dessa massa em relação ao ponto de equilíbrio e {\displaystyle \textstyle k} é a constante da mola.
Um dos métodos de se achar a solução dessa equação diferencial é usar transformada de Laplace. Aplicando a transformada de Laplace em ambos os lados da equação, obtém-se o seguinte:
{\displaystyle m{\mathcal {L}}\left\{{\frac {d^{2}x(t)}{dt^{2}}}\right\}=-k{\mathcal {L}}\{x(t)\}}
Usando as propriedades da transformada de Laplace, a equação segue escrita como:
{\displaystyle m\left(s^{2}{\mathcal {L}}\{x(t)\}-sx(0)-{\frac {dx}{dt}}(0)\right)=-k{\mathcal {L}}\{x(t)\}}
De onde pode-se isolar o termo {\displaystyle {\mathcal {L}}\{x(t)\}}:
{\displaystyle ms^{2}{\mathcal {L}}\{x(t)\}-msx(0)-m{\frac {dx}{dt}}(0)=-k{\mathcal {L}}\{x(t)\}}
{\displaystyle ms^{2}{\mathcal {L}}\{x(t)\}+k{\mathcal {L}}\{x(t)\}=msx(0)+m{\frac {dx}{dt}}(0)}
{\displaystyle (ms^{2}+k){\mathcal {L}}\{x(t)\}=msx(0)+m{\frac {dx}{dt}}(0)}
{\displaystyle {\mathcal {L}}\{x(t)\}={\frac {msx(0)+m{\frac {dx}{dt}}(0)}{ms^{2}+k}}}
{\displaystyle {\mathcal {L}}\{x(t)\}(ms^{2}+k)=msx(0)+m{\frac {dx}{dt}}(0)}
{\displaystyle {\mathcal {L}}\{x(t)\}={\frac {msx(0)+m{\frac {dx}{dt}}(0)}{ms^{2}+k}}}
Aplicando a transformada inversa de Laplace, obtém-se:
{\displaystyle {\mathcal {L}}^{-1}\left\{{\mathcal {L}}\{x(t)\}\right\}={\mathcal {L}}^{-1}\left\{{\frac {msx(0)+m{\frac {dx}{dt}}(0)}{ms^{2}+k}}\right\}}
{\displaystyle x(t)=x(0){\mathcal {L}}^{-1}\left\{{\frac {ms}{ms^{2}+k}}\right\}+{\frac {dx}{dt}}(0){\mathcal {L}}^{-1}\left\{{\frac {m}{ms^{2}+k}}\right\}}
{\displaystyle x(t)=x(0){\mathcal {L}}^{-1}\left\{{\frac {s}{s^{2}+{\frac {k}{m}}}}\right\}+{\frac {dx}{dt}}(0){\mathcal {L}}^{-1}\left\{{\frac {1}{s^{2}+{\frac {k}{m}}}}\right\}}
Utilizando uma tabela de transformadas, a equação se escreve:
{\displaystyle x(t)=x(0)cos\left({\sqrt {\frac {k}{m}}}t\right)+{\sqrt {\frac {m}{k}}}{\frac {dx}{dt}}(0)sin\left({\sqrt {\frac {k}{m}}}t\right)}
Logo, é necessário definir as condições iniciais {\displaystyle x(0)} e {\displaystyle {\frac {dx}{dt}}(0)}.

### Circuito RLC com pulso de amplitudeV0{\displaystyle \textstyle V_{0}}
A equação que descreve tal circuito é dada por:

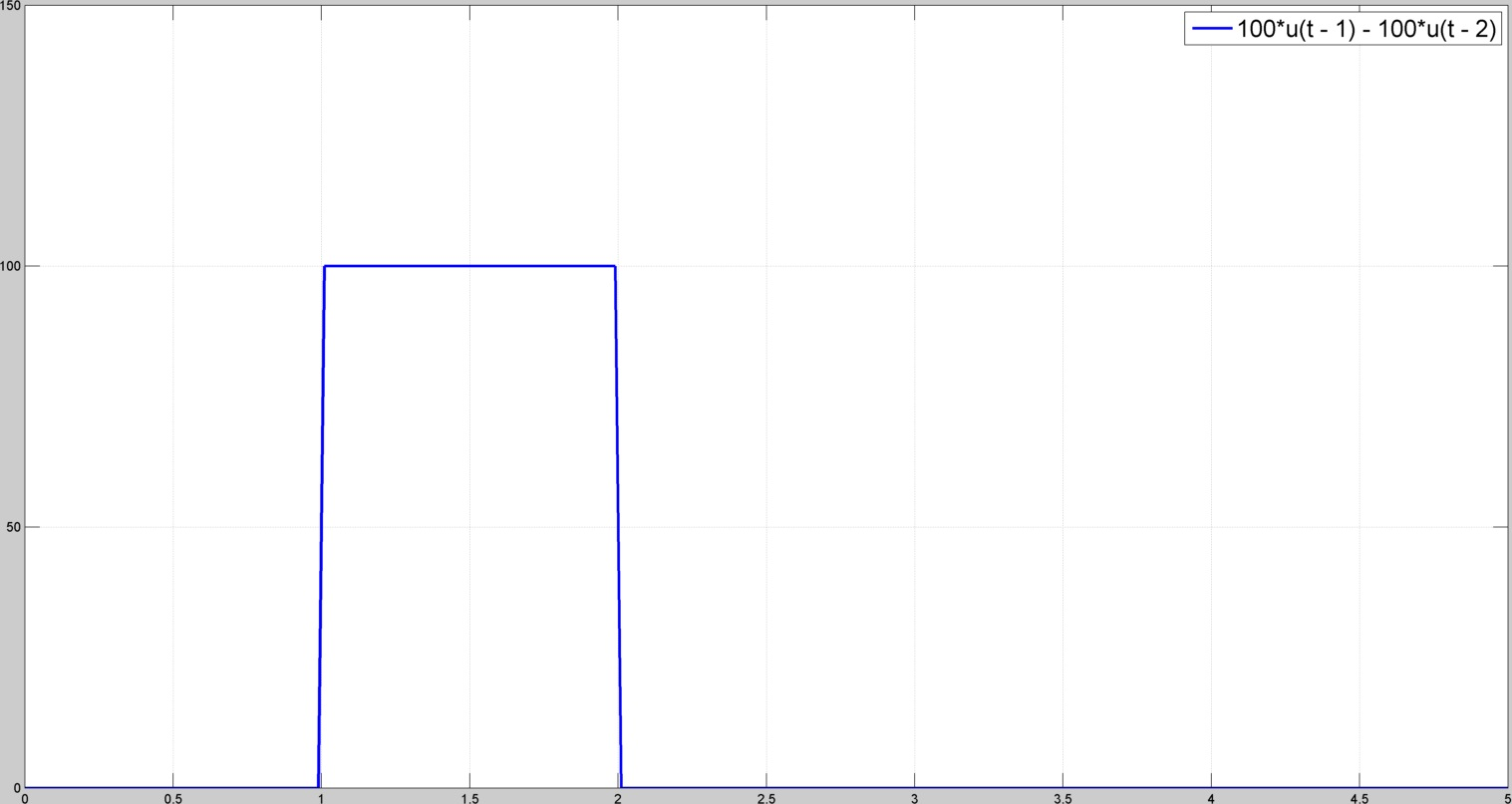
Potencial a um pulso unitário de amplitude 100V

{\displaystyle V(t)=V_{0}(u(t-a)-u(t-b))}
Onde {\displaystyle \textstyle u(t)} é a função de heaviside
{\displaystyle \textstyle V(t)} é dada pela Lei das malhas Kirchhoff como:
{\displaystyle V(t)=L{\frac {di(t)}{dt}}+Ri(t)+{\frac {1}{C}}q(t)}
Dados {\displaystyle \textstyle L=1H}, {\displaystyle \textstyle R=2\Omega } e {\displaystyle \textstyle C=1F} temos:
{\displaystyle {\frac {di(t)}{dt}}+2i(t)+q(t)=V_{0}(u(t-a)-u(t-b))}
Derivando ambos os lados da equação em relação ao tempo, obtemos:
{\displaystyle {\frac {d^{2}i(t)}{dt^{2}}}+2{\frac {di(t)}{dt}}+i(t)=V_{0}(\delta (t-a)-\delta (t-b))}
No passo anterior utilizamos o fato de que a derivada da função de heaviside {\displaystyle \textstyle u(t)} é a função delta de Dirac {\displaystyle \textstyle \delta (t)}, ou seja:
{\displaystyle {\frac {du(t)}{dt}}=\delta (t)}
Também lançamos mão dos seguintes conceitos de eletromagnetismo:
{\displaystyle q(t)=\int _{0}^{t}i(t)dt}
{\displaystyle {\frac {dq(t)}{dt}}=i(t)-i(0)=i(t)}
Onde utilizamos nossa primeira condição inicial: {\displaystyle \textstyle i(0)=0}.
Aplicando a transformada de Laplace em ambos os lados da equação:
{\displaystyle {\mathcal {L}}\left\{{\frac {d^{2}i(t)}{dt^{2}}}\right\}+2{\mathcal {L}}\left\{{\frac {di(t)}{dt}}\right\}+{\mathcal {L}}\{i(t)\}=V_{0}({\mathcal {L}}\{\delta (t-a)\}-{\mathcal {L}}\{\delta (t-b)\})}
{\displaystyle s^{2}{\mathcal {L}}\{i(t)\}-si(0)-{\frac {di}{dt}}(0)+2s{\mathcal {L}}\{i(t)\}-2i(0)+{\mathcal {L}}\{i(t)\}=V_{0}(e^{-as}-e^{-bs})}
Devido as condições iniciais, {\displaystyle \textstyle i(0)=0} e {\displaystyle \textstyle {\frac {di}{dt}}(0)=0} a equação se reduz a:
{\displaystyle s^{2}{\mathcal {L}}\{i(t)\}+2s{\mathcal {L}}\{i(t)\}+{\mathcal {L}}\{i(t)\}=V_{0}(e^{-as}-e^{-bs})}
Isolando {\displaystyle \textstyle {\mathcal {L}}\{i(t)\}}:
{\displaystyle {\mathcal {L}}\{i(t)\}(s^{2}+2s+1)=V_{0}(e^{-as}-e^{-bs})}
{\displaystyle {\mathcal {L}}\{i(t)\}={\frac {V_{0}(e^{-as}-e^{-bs})}{(s^{2}+2s+1)}}}
Manipulamos a equação de modo a chegar no formato de uma expressão tabelada:
{\displaystyle {\mathcal {L}}\{i(t)\}=V_{0}e^{-as}{\frac {1}{(s+1)^{2}}}-V_{0}e^{-bs}{\frac {1}{(s+1)^{2}}}}
Aplicando a transformada inversa:
{\displaystyle i(t)=V_{0}{\mathcal {L}}^{-1}\left\{e^{-as}{\frac {1}{(s+1)^{2}}}\right\}-V_{0}{\mathcal {L}}^{-1}\left\{e^{-bs}{\frac {1}{(s+1)^{2}}}\right\}}

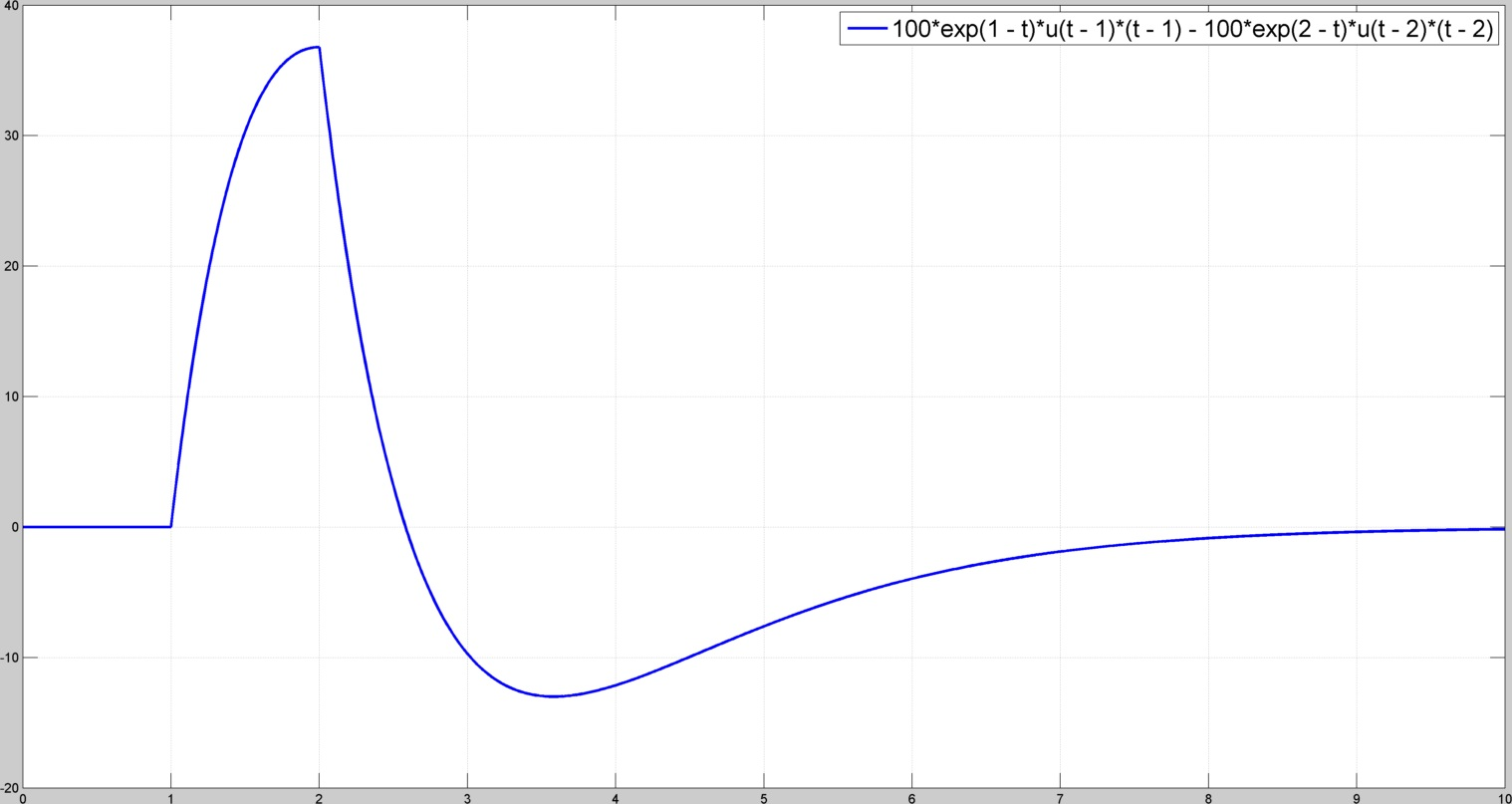
Corrente devido a um pulso unitário entre t = 1 e t = 2 com V0 = 100V

Consultando uma tabela de transformadas de Laplace, obtemos o resultado:
{\displaystyle i(t)=V_{0}u(t-a)(t-a)e^{-(t-a)}-V_{0}u(t-b)(t-b)e^{-(t-b)}}
Onde utilizamos a propriedade do deslocamento no eixo t e deslocamento no eixo s